# 莫伊蘭鎮區 (明尼蘇達州馬歇爾縣)
莫伊蘭鎮區（英語：Moylan Township）是位於美國明尼蘇達州馬歇爾縣的一個行政鎮區。

## 歷史
莫伊蘭鎮區於1902年設立，得名自帕特里克·莫伊蘭（Patrick Moylan）。

## 地方資料
莫伊蘭鎮區的面積為116.85平方千米，當中陸地面積為116.82平方千米，而水域面積為0.03平方千米。根據2020年美國人口普查的數據，當地共有人口96人，而人口密度為每平方千米0.82人。